# Pădurea Ștorobăneasa
Pădurea Ștorobăneasa este o arie protejată (sit de importanță comunitară — SCI) din România, desemnată în scopul protejării biodiversității și menținerii într-o stare de conservare favorabilă a florei spontane și faunei sălbatice, precum și a habitatelor naturale de interes comunitar aflate în arealul zonei de protecție. Aceasta este întinsă pe o suprafață de 417,7 ha, integral pe uscat.

## Localizare
Centrul sitului Pădurea Ștorobăneasa este situat la coordonatele 43°52′47″N 25°24′44″E / 43.879711°N 25.412261°E. Situl se întinde pe teritoriile administrative ale comunelor Brânceni, Țigănești, Smârdioasa și Ștorobăneasa din județul Teleorman.

## Înființare
Situl Pădurea Ștorobăneasa a fost declarat sit de importanță comunitară (ROSCI0426) în ianuarie 2016 pentru a proteja 6 specii de animale.

## Biodiversitate
Situată în ecoregiunea continentală, aria protejată conține 4 habitate naturale: Râuri cu maluri nămoloase cu vegetație de Chenopodion rubri p.p. și Bidention p.p., Păduri stepice euro-siberiene cu Quercus spp., Păduri de stejar și de carpen dacice, Galerii de Salix alba și de Populus alba.
La baza desemnării sitului se află mai multe specii protejate:
- nevertebrate (3): croitorul mare al stejarului (Cerambyx cerdo), rădașcă (Lucanus cervus), croitor cenușiu (Morimus asper funereus)
- pești (3): zvârlugă (Cobitis taenia Complex), boarță (Rhodeus amarus), câră (Sabanejewia balcanica)